# رولف هوپه
رولف هوپه (آلمانی: Rolf Hoppe؛ زادهٔ ۶ دسامبر ۱۹۳۰ - درگذشته ۱۴ نوامبر ۲۰۱۸) بازیگر سینما اهل آلمان بود.
از فیلم‌ها یا برنامه‌های تلویزیونی که وی در آن نقش داشته‌است، می‌توان به مفیستو، پالمتتو و تروریست مردم‌سالار اشاره کرد.